# Centralt stød
Et centralt stød eller en central kollision betegner i klassisk mekanik en kollision mellem to partikler, der begge bevæger sig på samme rette linje både før og efter kollisionen. Det kan således beskrives i én dimension. Det modsatte af et centralt stød er et decentralt stød.

## Fodnoter
1. ↑  Brydensholt, Morten; Gjøe, Tommy; Jessen, Claus; Keller, Ole; Møller, Jan; Vaaben, Jens. Orbit BA (1. e-bogsudgave), Systime A/S 2006, s. 315. ISBN 87-616-1402-5.